# NGC 3547
NGC 3547 ist eine Spiralgalaxie vom Hubble-Typ Sb im Sternbild Löwe auf der Ekliptik. Sie ist schätzungsweise 66 Millionen Lichtjahre von der Milchstraße entfernt.
Das Objekt wurde am 11. März 1784 von dem deutsch-britischen Astronomen Wilhelm Herschel entdeckt.